# Ecaterina Stenbock
Ecaterina Stenbock (suedeză Katarina Gustavsdotter Stenbock; 22 iulie 1535 – 13 decembrie 1621) a fost regină consort a Suediei între 1552 și 1560 ca a treia și ultima soție a regelui Gustav I. Ea a fost fiica lui Gustaf Olofsson Stenbock și a Brita Eriksdotter Leijonhufvud, care a fost sora celei de-a doua soții a regelui, Margareta Leijonhufvud. Ecaterina a fost sora lui Ebba Stenbock.

## Biografie
Căsătoria Ecaterinei cu regele a fost contestată de către biserică și cler, din cauza relației ei (nepoată) a fostei soții a regelui. Cu toate acestea, regele a răspuns că legile Vechiului Testament erau aplicabile numai pentru evrei, și, prin urmare, nunta ar putea avea loc.
Căsătoria a fost celebrată cu mare cheltuială la Vadstena, la 22 august 1552, în același timp ce ciuma mătura toată țara iar orașul Turku a ars;oamenii au susținut că au văzut semne rele pe cer. A doua zi, Ecaterina a fost încoronată regină. Festivitățile au durat trei zile. Când Curtea a plecat, orașul Vadstena a ars într-un mare incendiu, care a fost văzut ca un alt semn rău. Căsătoria nu a fost una fericită, lucru admis de către însuși regele; chiar s-a spus că el intenționa să scrie o lege care să împiedice orice căsătorie viitoare între: "Doi oameni dintre care unul e tânăr și celălalt bătrân".

Se spune că regele a auzit-o vorbind de fostul ei logodnic, Gustav Tre Rosor ("Trei Trandafiri"), în somn, în care ea a spus: "Regele Gustav îmi este foarte drag, dar eu nu-l voi uita niciodată Trandafirul". Sănătatea regelui a intrat în declin în următorii ani, iar ea a fost mai mult o asistentă medicală decât soția sa timp de cei opt ani când a fost regină. 
În 1554 și în 1556 au existat semne că este însărcinată, dar niciodată nu s-a anunțat oficial vreo sarcină și nici unul nu a confirmat vreodată. Ea a vizitat Finlanda în 1555, unde a rămas până în 1556.

## Regina mamă
După moartea regelui în 1560, Ecaterina a trăit ca văduvă timp de 61 de ani. Ea a fost prima regina văduvă suedeză care a primit titlul de  "Riksänkedrottning", care înseamnă "regina văduvă a regatului". Domeniile ei au făcut-o foarte bogată și independentă ca văduvă.
 
Ea a împrumutat bani mai multor regi care au urmat soțului ei. De asemenea, ea a acționat ca mediator în conflicte. Cum Eric al XIV-lea al Suediei era necăsătorit, regina văduvă Ecaterina a deținut rolul ceremonios de prima doamnă a curții regale în timpul domniei sale. În 1562, de exemplu, ea a deschis balul dat pentru ambasada Poloniei, care a venit pentru a discuta cu Eric nunta dintre ducele Ioan (fratele regelui) și Catherine Jagellon a Poloniei. În 1568 ea a fost nașa fiului lui Eric cu Karin Månsdotter.